# Fortezza delle Verrucole
La fortezza delle Verrucole è una fortezza che si trova a San Romano in Garfagnana in provincia di Lucca, nella Garfagnana, di cui le prime testimonianze risalgono al Medioevo.
Un primo nucleo abitato-difensivo presente nella zona, oggi non più esistente, fu costruito dai conti Gherardinghi, che vi dimorarono fino al 1285, anno in cui fu venduto alla Repubblica di Lucca. Della fortezza medievale non rimane più niente, essendo i manufatti oggi visibili risalenti al periodo estense. L'attuale fortezza rinascimentale, per circa 400 anni, fu presidio militare inespugnabile dei duchi d'Este di Ferrara-Modena e Reggio ed oggi, dopo un importante restauro voluto dal Comune di San Romano in Garfagnana è visitabile

## Storia

### Etimologia e origini
Il termine di Verrucole, che deriva sicuramente da verruca, fa capire facilmente la posizione, arroccata e pietrosa, su cui costruire una fortificazione. 
Secondo Catone e Aulo Gellio "veruca" significa l'alta e aspra cima del monte.
Sul monte basalitico su cui si erge il fortilizio sono stati rinvenuti reperti dell'Età del bronzo, così come di un villaggio medievale.

### Periodo gherardingo
La famiglia Gherardinghi ha posseduto la primitiva Roccha fin dal 991 quando appare citata in alcuni documenti a volte anche con il nome "Verucola Gherardenga". Nel 1170, 4 famiglie della Garfagnana, tra cui i Gherardinghi, decisero di rendersi indipendenti da Lucca e di non pagare più la tassa sul sale, così si allearono con i Pisani. Il castello fu così assediato dai lucchesi che se ne impossessarono.
Nel 1185 il sito detto “Curia delle Verrucole”, come testimonia un diploma imperiale di Federico I, è attestato come possedimento della dinastia gherardinga, feudatari del luogo. In seguito alla graduale perdita di potere dei Gherardinghi, dal 1296 il controllo della fortezza tornò nelle mani della Repubblica di Lucca che la affidò alla consorteria dei Guidiccioni.

### Periodo malaspiniano
Nel 1328 divenne proprietà del marchese ghibellino e condottiero di ventura Spinetta Malaspina.

### Periodo Estense

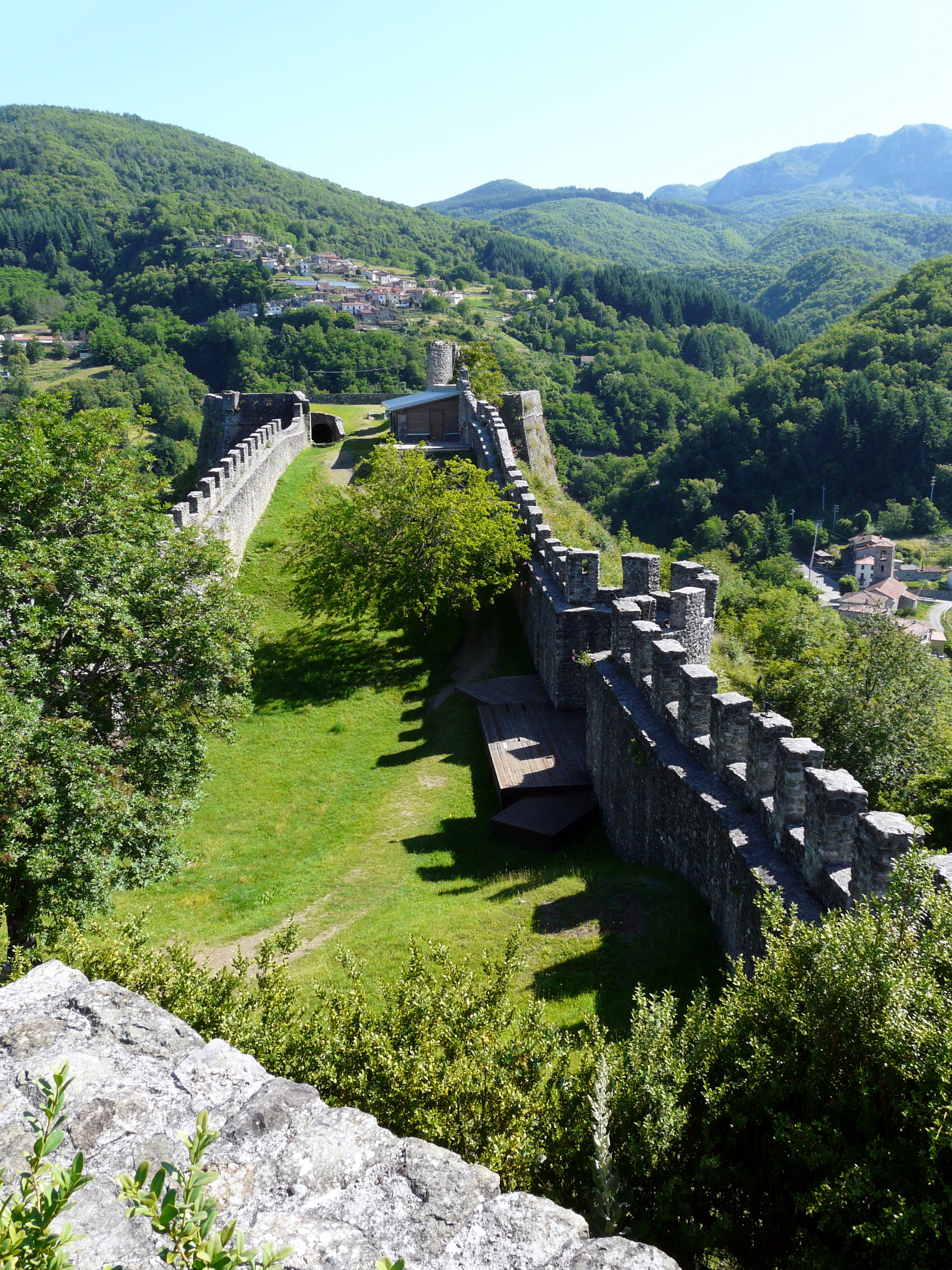
Vista dell'interno della fortezza.

Dopo il breve periodo dal 1328 al 1345 di controllo della fortezza da parte di Spinetta Malaspina, a partire dal 1446 la fortezza passa agli Este di Ferrara che nel frattempo si erano notevolmente espansi in Garfagnana. La fortezza nelle sue fattezze attuali, anche da conferme archeologiche, risale a due periodi estensi: l'epoca del marchese Leonello (circa 1450) che restaurò la rocca quadrata e costruì la rocca tonda, e di Alfonso II (circa 1564) che lo ristrutturò e lo fortificò con due baluardi nel 1564. Dei fabbricati medievali, ovvero la rocca, non rimane più nulla alla vista e tutto l'impianto è, quindi, da ritenersi rinascimentale. Per più di quattrocento anni questo fortilizio, strategico per l'intera valle, fece parte del ducato di Modena e dell'antica provincia di Garfagnana nella Vicaria di Camporgiano.
Tra il 1522 e il 1525 fu sotto il governo di Ludovico Ariosto che ricopriva la carica di commissario in Garfagnana e si occupò dell'organizzazione dei presidi militari tra cui anche la fortezza.
La riorganizzazione del complesso decisa dall'architetto militare Marco Antonio Pasi nel 1564 fu l'ultima anche perché nei secoli successivi perse la sua importanza militare.
Si tramanda che in origine il complesso avesse due torrioni, con due castellani ciascuno a comando di un corpo di guardia, a difesa delle due rocche, la Tonda e la Quadra, poste ai due estremi del colle. La Rocca Tonda è l'attuale torrione poligonale che in antico, dotato di merli ghibellini ancora individuabili, conteneva a sua volta una torre cilindrica, ad oggi visibile dopo gli scavi. La Rocca Quadra, di cui si vedono ancora tracce nei pressi del baluardo di nord-est, aveva a difesa una torre semicircolare e un palazzotto con la facciata a nord.

### Frequentazioni illustri e personaggi
Il 1º agosto del 1524 la Rocca ospitò il poeta Ludovico Ariosto, allora commissario in Garfagnana, che vi pernottò prima di ripartire per Camporgiano, sede di Vicaria.
Nel 1674 Francesco II d'Este, figlio di Alfonso IV, nell'anno in cui spodestò la madre, Laura Martinozzi, visitò la fortezza delle Verrucole.
Resta pure alle cronache il seicentesco capitano Francesco Accorsini, comandante della fortezza, che durante il suo imperio era solito ricorrere a eventi delittuosi o anche a pratiche di magia e stregoneria, tant'è che nel 1688 fu imprigionato e condannato dall'Inquisizione di Modena. Furono documentate anche diverse frequentazioni della Marchesa di Fosdinovo, Cristina Pallavicini, altra figura ambigua del Seicento.

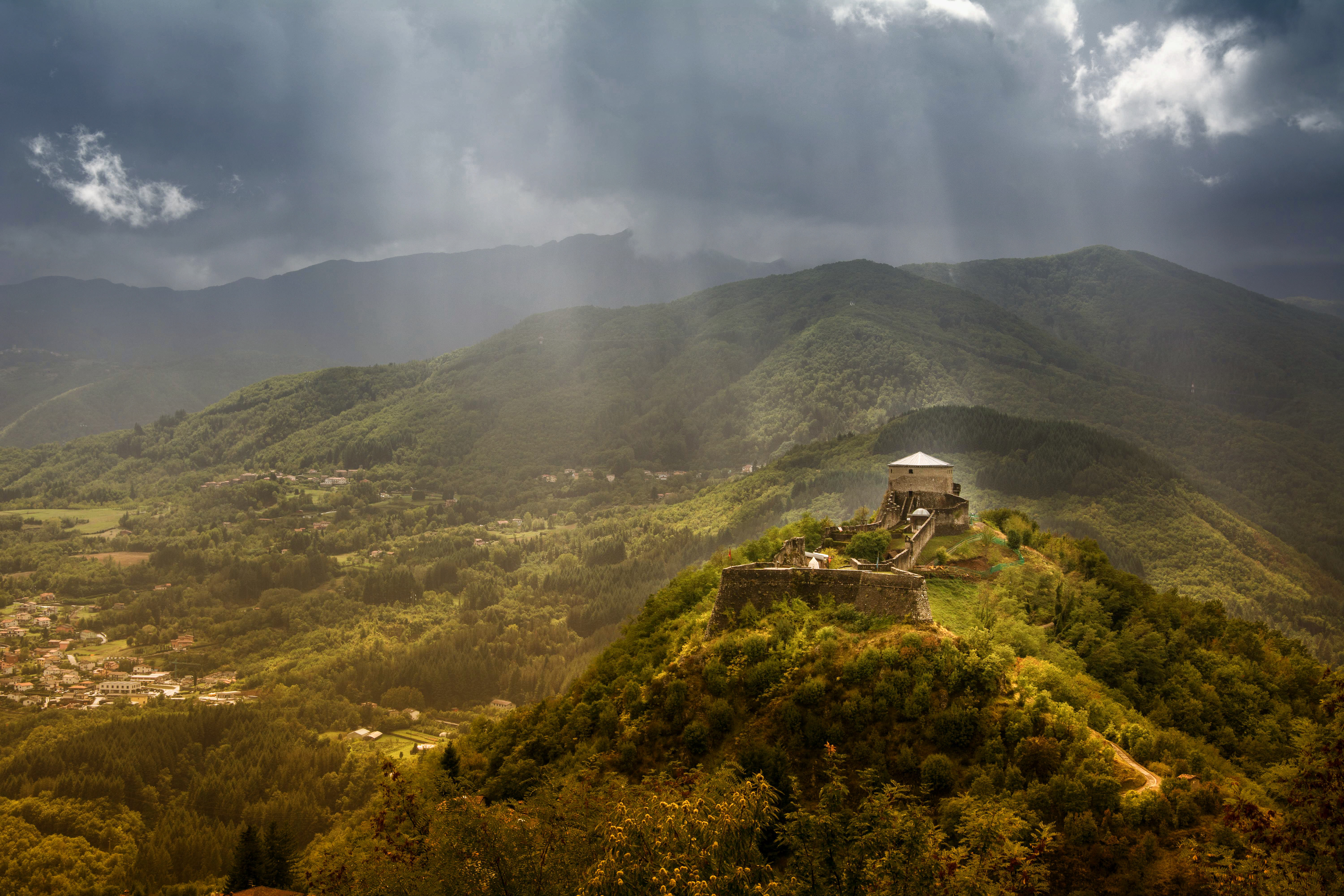
La fortezza e la valle circostante.

(Manuele Bellonzi, Il Castellano delle Verrucole)

### Dalla fine della funzione militare ad oggi
Dalla seconda metà del XVIII secolo con la dominazione francese, la fortezza non assolve più al ruolo di difesa militare e dopo il breve periodo sotto il Principato di Lucca e Piombino di Elisa Bonaparte Baciocchi, dove risultano presenti solo un ex militare pensionato e la sua famiglia, nel 1866 viene alienata dal demanio e passata di mano a vari privati fino al 1986 quando viene acquistata dal comune di San Romano in Garfagnana che la restaura e la apre al pubblico il 28 luglio 2012.

## Descrizione

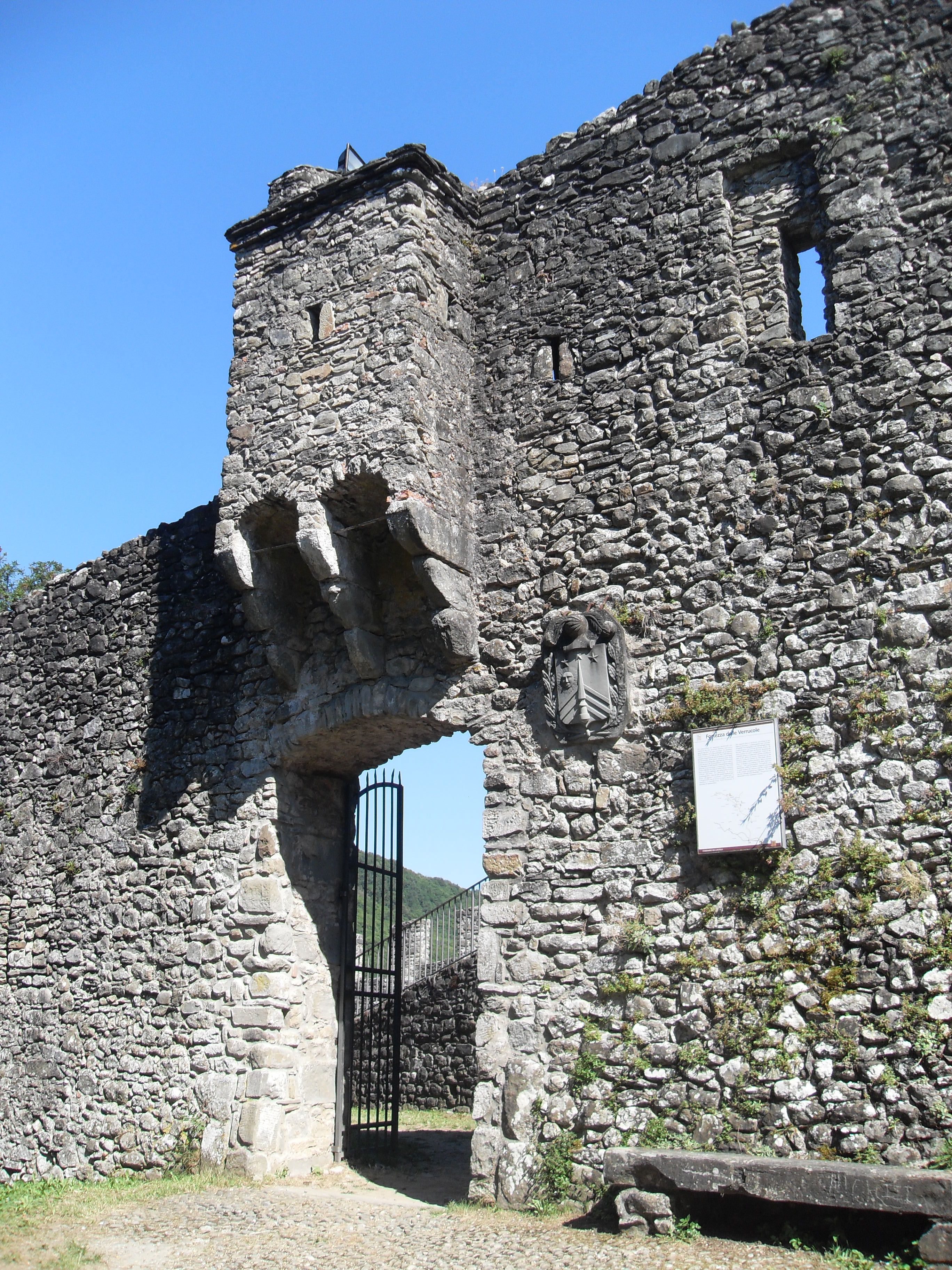
L'entrata della fortezza.

Oggi, entrando dall'antica “Porta Piana” dotata ancora di guardiola e caditoia, girando a sinistra, si può fare una visita alla cortina merlata, alla casamatta-cannoniera così come ai baluardi cinquecenteschi che guardano verso il possente massiccio della Pania di Corfino. Nei pressi del lato 
opposto all'ingresso della casamatta si ritrovano i resti del magazzino e dell'alloggiamento del corpo di guardia (recentemente ricostruito). Salendo sul colle della Rocca Tonda si trova l'antica cappella a servizio dei militari ed il torrione oggi in parte ricostruito e restaurato. Guardando con attenzione a sinistra dello scalone in pietra, si trova l'angusta porta del soccorso, via di fuga di ogni castello che si rispetti. Dalla porta a nord si entra nell'orto del comandante, che conteneva a sua volta un torrione della polvere da sparo a ovest, esploso per colpa di un fulmine nel 1683, edifici di servizio, e una cisterna per la raccolta dell'acqua piovana.

### Ristrutturazione del complesso
Il degrado del complesso era iniziato dal sec. XVII quando il suo ruolo militare era scemato e a fine XVIII l’ingegnere estense Giovanni Costa fu incaricato di effettuare un sopralluogo per una previsione di lavori di manutenzione, ma con l'arrivo dell'impero napoleonico l'attività si bloccò; il ritorno degli Estensi riportò l'interesse sul complesso e l’ingegnere Domenico Ferrari fu incaricato di metterlo in sicurezza, tuttavia restò in disuso e dopo l'Unità d'Italia ed il suo passaggio al demanio, nel 1866 venne venduto a privati.
Il Comune di San Romano lo acquista nel 1986 dalla famiglia Angeloni-Bresciani per 15 milioni  e nei primi anni '90 interviene sia con lavori di manutenzione per evitare ulteriori crolli sia affidando un incarico all'architetto Gianclaudio Papasogli Tacca per la predisposizione di un progetto di restauro.

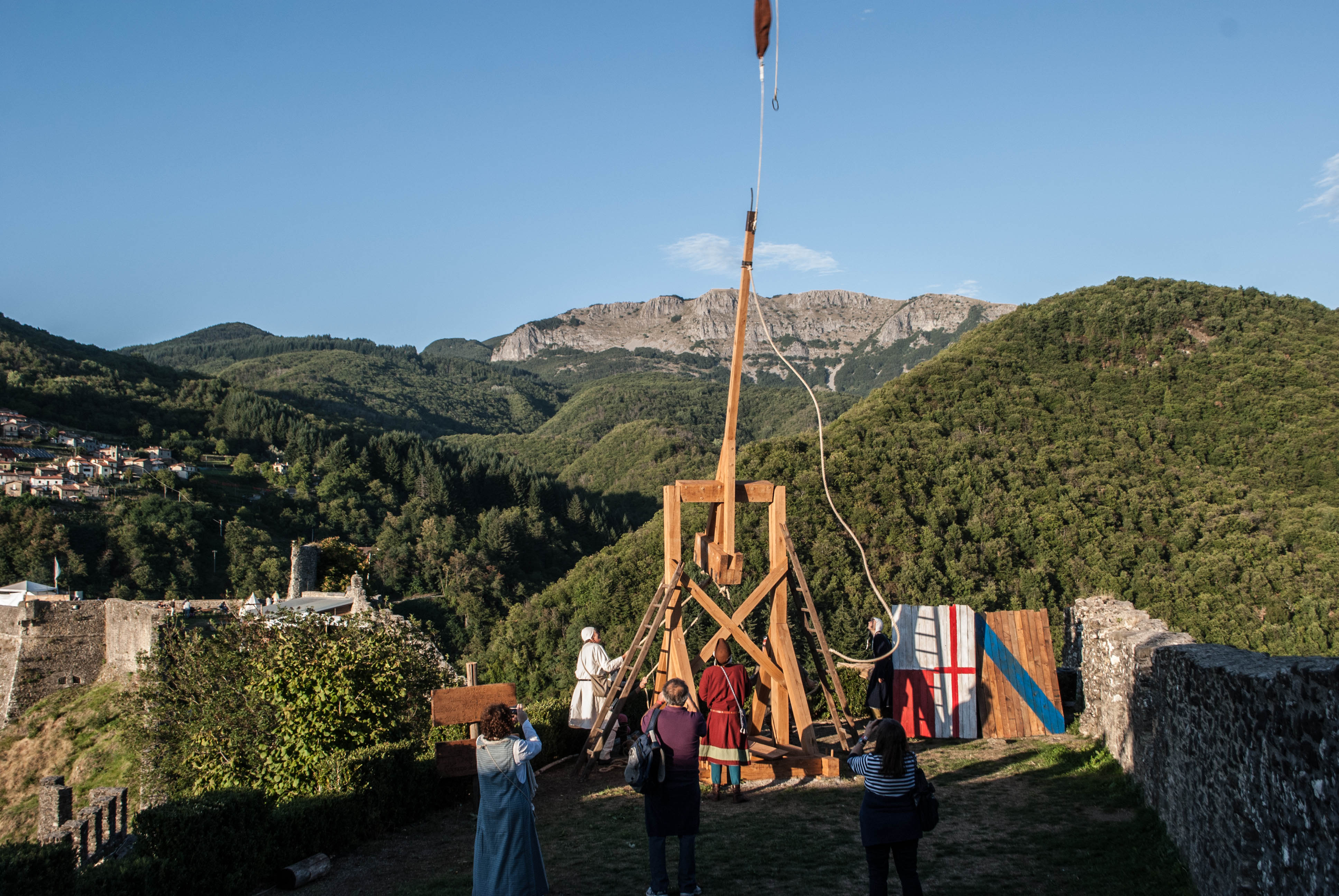
Messa in funzione del trabucco.

Questo progetto, iniziato nel 1994, grazie anche ai paralleli interventi di ripulitura dalla vegetazione che avevano riportato alla luce diversi reperti molto significativi, ha puntato ad attuare un restauro di tipo conservativo svolto in stretta collaborazione con la Soprintendenza per i beni ambientali, architettonici, artistici e storici di Pisa, Lucca, Livorno, Massa Carrara e della Sovrintendenza archeologica di Firenze. Si ebbero negli anni 1995-1998 diverse campagne di scavi archeologici che favorirono la conoscenza storica del complesso e negli anni 1994-2000 successivi interventi di ristrutturazione.
L'analisi delle stratificazioni successive ha consentito di ricostruire la storia del complesso e sono quindi state riedificate alcune parti mancanti per consentire di dare una immagine più chiara della sua storia. Le attività di restauro hanno portato al consolidamento della cinta muraria, lo svuotamento, consolidamento e recupero della Rocca Tonda e recupero della Cappellina ed infine alla apertura al pubblico. Successivamente i lavori sono proseguiti verso un uso museale del complesso; è stata recuperata la polveriera ed il magazzino e sono stati allestiti spazi museali
Il 24 aprile 2013 sotto la guida del dottor Manuele Bellonzi come cultural manager, la struttura è stata aperta al pubblico come un vero e proprio Archeopark e ad ottobre dello stesso, ha ricevuto 5000 visitatori.
Dal 6 ottobre 2018 è attivo un impianto di risalita su monorotaia a cremagliera costruito dall'azienda Monrail per permettere l'accesso alla fortezza anche agli anziani e ai diversamente abili.
La struttura è visitabile su prenotazione ma anche durante l'orario di apertura: la visita guidata dura circa un'ora più tempo libero dedicato alla visita degli spazi aperti.
Il 2019 sarà l'anniversario di 530 anni dai lavori di costruzione della Fortezza delle Verrucole, realizzati sotto Ercole I d'Este, coordinati dal commissario Niccolò Pendaglia, a partire dal 1489. Si trattò del completamento dei lavori già iniziati da Leonello, dopo la dedizione di Verrucole agli Este, che hanno dato al monumento le principali fattezze rinascimentali attuali.

## Bibliografia

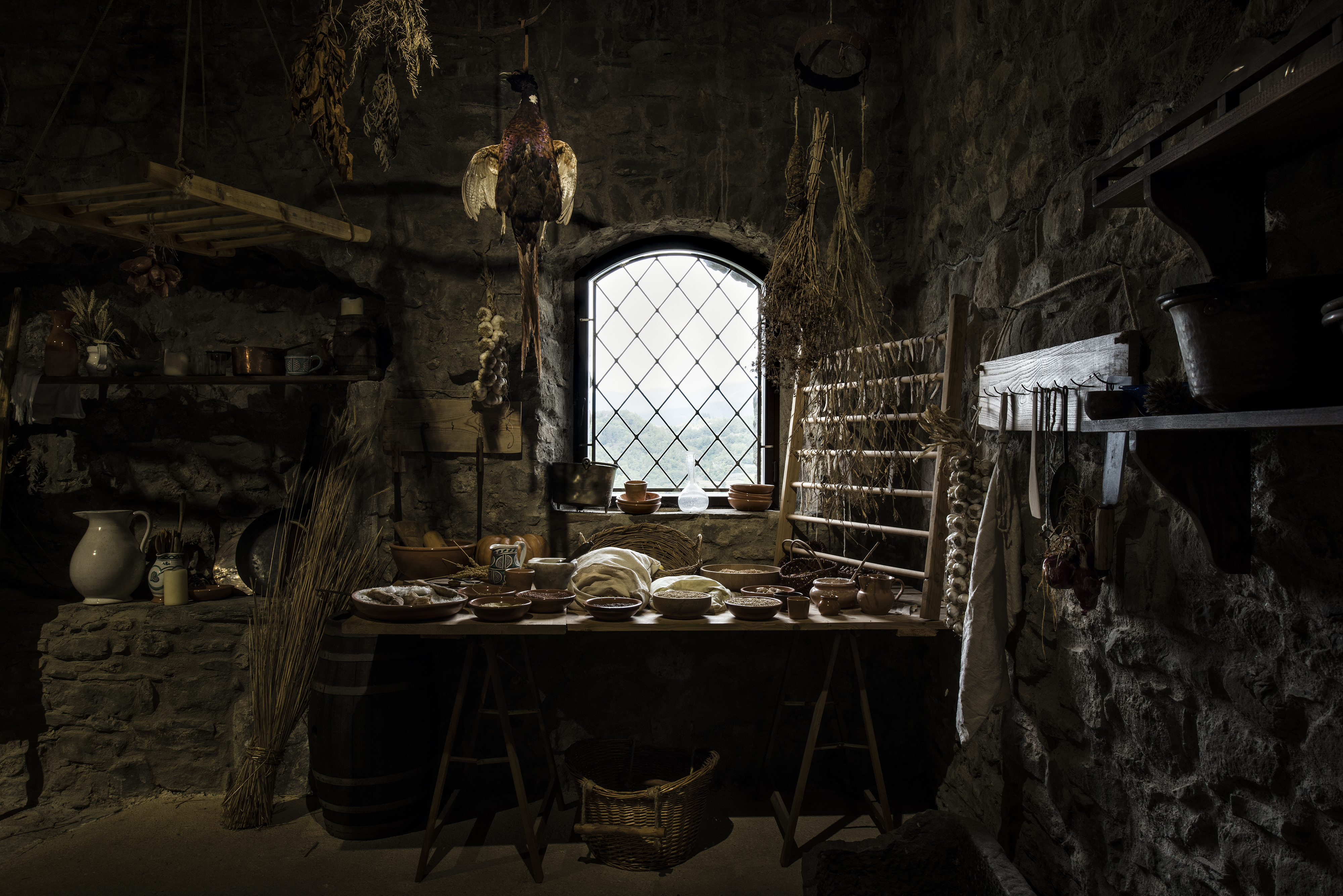
Interno della fortezza, lungo il percorso dell'archeopark.